# Eresus bifasciatus
Eresus bifasciatus is een spin uit de familie van de fluweelspinnen (Eresidae).
De wetenschappelijke naam van dit taxon werd, als Eresus niger bifasciatus, voor het eerst geldig gepubliceerd in 1937 door Ermolajev.